# 维平根
维平根是德国下萨克森州的一个市镇。总面积16.54平方公里，总人口877人，其中男性455人，女性422人（2011年12月31日），人口密度53人/平方公里。